# Albamadonnan
Albamadonnan är en oljemålning av den italienske renässanskonstnären Rafael. Den målades cirka 1510 och ingår sedan 1937 i National Gallery of Arts samlingar i Washington. 
Madonnan med barnet var ett av renässansmåleriets vanligaste motiv och i synnerhet Rafael utförde ett stort antal sådana tavlor. Förutom Jungfru Maria och Jesusbarnet skildras den unge Johannes Döparen längst till vänster. Konstnären har använt sig av den vanliga pyramidformen för figurkompositionen. I bakgrunden breder det umbriska pastorala landskapet ut sig. Jungfrun har något heroiskt över sig, liksom Jesus som framställs som en korsfarare i barngestalt. Båda ser med allvarstyngda och vemodiga blickar på det kors som den knäsittande Johannes Döparen håller i sin hand. Johannes Döparen har plockat små blommor som ligger i hans knä.  
Det cirkelformade formatet, benämnt tondo, var vanligt under högrenässansen. Rafael flyttade 1508 från Florens till Rom där han såg Michelangelos Tondo Doni (cirka 1506) och som kan ha inspirerat honom att måla Albamadonnan. Tavlans diameter är 94,5 centimeter.  
Albamadonnan beställdes av historikern Paolo Giovio som 1528 blev biskop i Nocera Inferiore dit tavlan då fördes. Den förvärvades 1686 av Gaspar de Haro y Guzmán (1629–1687), vicekung av Neapel, som tog med sig tavlan till Spanien. Hans dotter var gift med Francisco Álvarez de Toledo y Silva, hertig av Alba, som givit tavlan dess namn. Den förblev i hertigarna av Albas ägo till i början av 1800-talet då den danska diplomaten Edmond Bourke köpte den. Via diverse mellanhänder förvärvades den 1836 av tsar Nikolaj I som ställde ut den på Eremitaget. För att stärka statsfinanserna sålde den sovjetiska regimen flera av tsarens konstverk, däribland Albamadonnan, 1931 till den amerikanske affärsmannen och tidigare finansministern Andrew W. Mellon som vid sin död testamenterade den till National Gallery of Art. 
I National Gallery of Arts samlingar ingår också Lilla Cowpermadonnan som Rafael målade 1505.

## Relaterade målningar

Rafaels Lilla Cowpermadonnan (cirka 1505, 59,5 x 44 cm), National Gallery of Art.
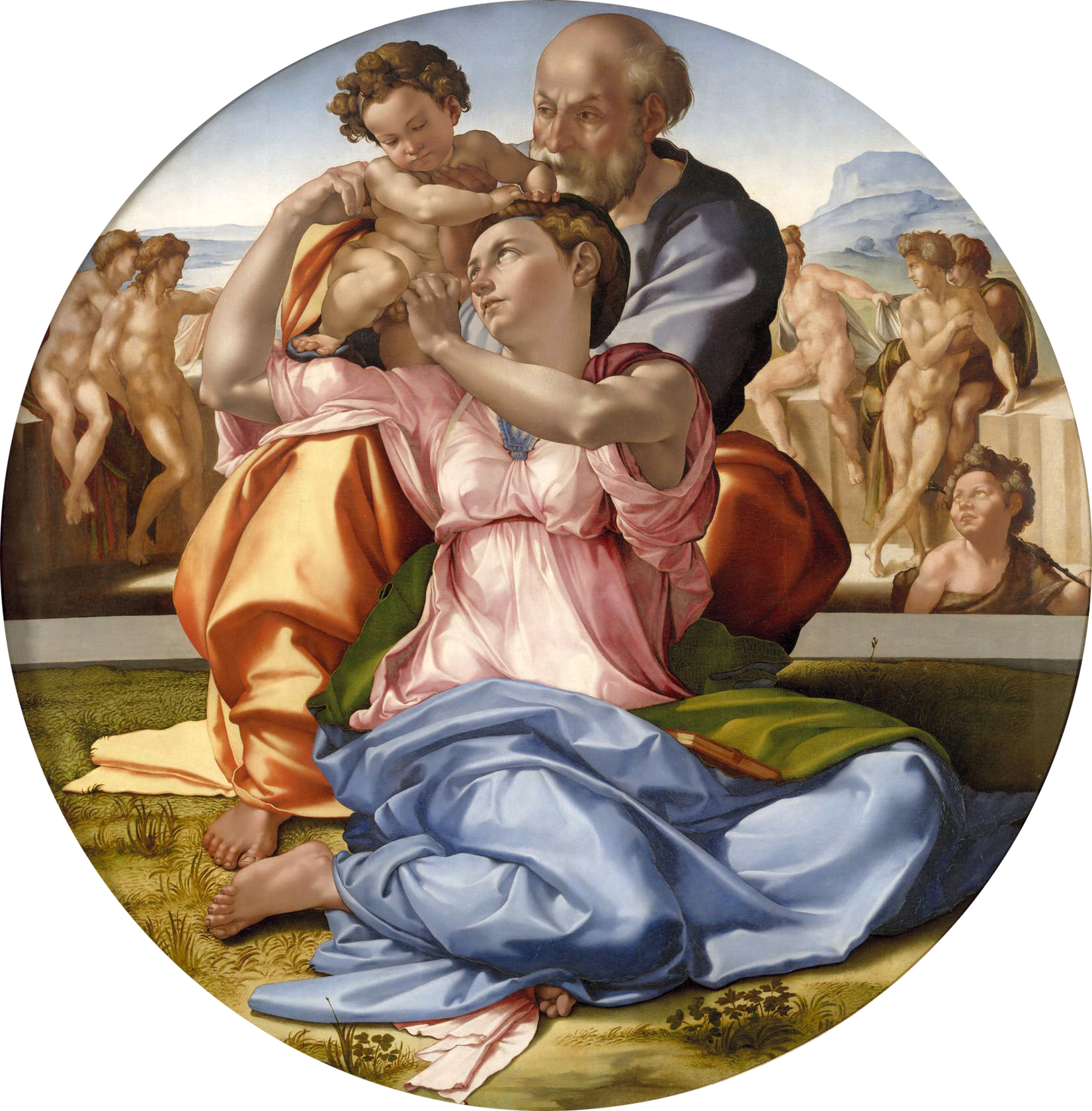
Michelangelos Tondo Doni (cirka 1506, 129 cm i diameter), Uffizierna.